# Archiargiolestes pusillus
Archiargiolestes pusillus – gatunek ważki z rodziny Argiolestidae. Opisał go w 1908 roku Robert John Tillyard, uznając go za podgatunek Argiolestes minimus.
Samce mają silnie zakrzywione górne przydatki analne zakrzywione, których wewnętrzny ząb opatrzony jest szeroką koroną.
Ważka ta jest endemitem południowo-zachodniej Australii, gdzie rozmnaża się w strumieniach i bagnach, także tych wysychających latem.